# Elixane Lechemia
Elixane Lechemia (* 3. September 1991 in Villeurbanne) ist eine französische Tennisspielerin.

## Karriere
Lechemia begann mit acht Jahren mit dem Tennisspielen und bevorzugt Hartplätze. Sie spielt bislang vorrangig Turniere des ITF Women’s Circuit, wo sie bereits vier Einzel- und 16 Doppeltitel gewonnen hat.
Vom französischen Tennisverband erhielt sie 2019 zusammen mit ihrer Partnerin Estelle Cascino für das Damendoppel der French Open eine Wildcard.

## Turniersiege

### Einzel
| Nr. | Datum              | Turnier      | Kategorie   | Belag             | Finalgegnerin    | Ergebnis      |
| --- | ------------------ | ------------ | ----------- | ----------------- | ---------------- | ------------- |
| 1.  | 19. September 2010 | Lleida       | ITF $10.000 | Sand              | Nadia Lalami     | 7:63, 6:1     |
| 2.  | 29. Mai 2016       | Antalya      | ITF $10.000 | Hartplatz         | Yuliana Lizarazo | 6:3, 3:6, 6:4 |
| 3.  | 18. September 2016 | Petange      | ITF $10.000 | Hartplatz (Halle) | Magali Kempen    | 6:3, 6:0      |
| 4.  | 30. Oktober 2016   | Loughborough | ITF $10.000 | Hartplatz         | Petra Krejsová   | 7:5, 6:1      |

### Doppel
| Nr. | Datum              | Turnier                  | Kategorie      | Belag             | Partnerin         | Finalgegnerinnen                              | Ergebnis           |
| --- | ------------------ | ------------------------ | -------------- | ----------------- | ----------------- | --------------------------------------------- | ------------------ |
| 1.  | 27. September 2009 | Esphino                  | ITF $10.000    | Sand              | Caroline Garcia   | Mishel Ochremtschuk Morgane Pons              | 7:5, 6:1           |
| 2.  | 21. November 2009  | Équeurdreville           | ITF $10.000    | Hartplatz (Halle) | Constance Sibille | Eliza Kostowa Kinnie Laisné                   | 6:4, 6:3           |
| 3.  | 20. August 2010    | Innsbruck                | ITF $10.000    | Sand              | Victoria Larrière | Xenia Knoll Amra Sadikovic                    | kampflos           |
| 4.  | 12. November 2016  | Solarino                 | ITF $10.000    | Teppich           | Mathilde Armitano | Deborah Chiesa Maria Masini                   | 7:5, 6:1           |
| 5.  | 3. März 2018       | Mâcon                    | ITF $15.000    | Hartplatz         | Mathilde Armitano | Manon Arcangioli Diāna Marcinkēviča           | 6:1, 3:6, [10:8]   |
| 6.  | 23. Juni 2018      | Montpellier              | ITF $25.000    | Sand              | Alice Ramé        | Carolina Meligeni Alves Martina Colmegna      | 6:75, 6:2, [10:6]  |
| 7.  | 30. Juni 2018      | Périgueux                | ITF $25.000    | Sand              | Eleni Kordolaimi  | Cristina Bucsa Maria Fernanda Herazo Gonzales | 6:4, 3:6, [11:9]   |
| 8.  | 14. Juli 2018      | Setubal                  | ITF $25.000    | Hartplatz         | Mathilde Armitano | Tereza Mihalíková Julia Terziyska             | 6:75, 6:3, [13:11] |
| 9.  | 2. November 2018   | Nantes                   | ITF $25.000    | Hartplatz (Halle) | Estelle Cascino   | Oqgul Omonmurodova Alina Silitsch             | 7:5, 6:4           |
| 10. | 7. Februar 2019    | Grenoble                 | ITF $25.000    | Hartplatz (Halle) | Estelle Cascino   | Andreea Mitu Elena-Gabriela Ruse              | 6:2, 6:2           |
| 11. | 16. März 2019      | Gonesse                  | ITF $15.000    | Sand (Halle)      | Mathilde Armitano | Tayisiya Morderger Yana Morderger             | 7:61, 7:5          |
| 12. | 13. April 2019     | Calvi                    | ITF $25.000    | Hartplatz         | Estelle Cascino   | Jekaterina Kasionowa Linnéa Malmqvist         | 6:3, 6:2           |
| 13. | 27. April 2019     | Santa Margherita di Pula | ITF $25.000    | Sand              | Manon Arcangioli  | Wiktorija Kan Anna Morgina                    | ohne Spiel         |
| 14. | 15. Februar 2020   | Grenoble                 | ITF $25.000    | Hartplatz (Halle) | Amandine Hesse    | Samantha Murray Sharan Julia Wachaczyk        | 6:3, 4:6, [13:11]  |
| 15. | 10. April 2021     | Bogotá                   | WTA 250        | Sand              | Ingrid Neel       | Mihaela Buzărnescu Anna-Lena Friedsam         | 6:3, 6:4           |
| 16. | 3. September 2022  | Prag                     | ITF W60        | Sand              | Julia Lohoff      | Linda Klimovičová Dominika Šalková            | 7:5, 7:5           |
| 17. | 12. August 2023    | Grodzisk Mazowiecki      | WTA Challenger | Hartplatz         | Katarzyna Kawa    | Naiktha Bains Maia Lumsden                    | 6:3, 6:4           |
| 18. | 26. April 2025     | Chiasso                  | ITF W75        | Sand              | Alicia Barnett    | Inès Ibbou Bibiane Schoofs                    | 6:2, 6:3           |

## Abschneiden bei Grand-Slam-Turnieren

### Mixed
| Turnier         | 2022 | 2023 | 2024 | Karriere |
| --------------- | ---- | ---- | ---- | -------- |
| Australian Open | —    | —    | —    | —        |
| French Open     | 1    | AF   | 1    | AF       |
| Wimbledon       | —    | —    | —    | —        |
| US Open         | —    | —    | —    | —        |